# عرن شاحب
العرن الشاحب (باللاتينية: Hypericum pallens) نوع نباتي ينتمي إلى جنس العرن من الفصيلة العرنية.

## الموئل والانتشار
موطنهبلاد الشام وتركيا.